# 宏益電召的士有限公司
宏益電召的士有限公司（葡萄牙語：Companhia de Rádio Táxi Vang Iek，簡稱宏益、特別的士，別稱：黃的），曾經是澳門特別行政區一間專營特別的士公司，於1989年成立，也是澳門首間唯一以企業管理形式經營提供電召的士服務。2014年，由於宏益電召與澳門特別行政區政府商討專營合約談判破裂，決定於該年12月6日起終止其電召的士業務。

## 歷史

### 成立初期
1980年代，澳門市政廳對電召的士服務進行公開招標。其中該公司於1987年中標，先取得10年專營權，於1989年正式運作，並設立無線電電召中心及全天候的士車務支援團隊。

### 2011年：首次短期續約 服務重新定位
2010年，宏益電召專營合約即將於2011年到期，交通事務局表示將會把宏益電召與普通的士服務重新定位，透過電召的士批給合同，重新訂定電召的士服務範圍。而黃的設立目的是補充當時黑的服務範圍不到地區的士服務，如離島、偏遠地區。他補充，隨著社會發展，黃的服務範圍和性質需要作出改變，不單是補充黑的服務範圍不足，還要考慮社會對的士服務需求而考慮。「黃的」在定位上以較偏遠的舊城區和人口稠密的地區，以及較塞車的地方提供服務，因此會朝這個方向與電召的士公司展開修訂批給合同的商討，通過修訂批給合同，使「黃的」以較偏遠的舊城區和人口稠密的地區作為主要服務範圍，希望使那些地區的居民和遊客搭的士難的問題可以得到一定和度的改善。亦計劃建議「黃的」引入外地的先進經驗和提供科技的手段，使的士減少空載情況、增加載客。
2011年3月2日，交通事務局表示正著手修訂的士規章，研究以公司模式增發的士牌照等，以便監管，以偉升服務質素。而宏益電召批給合同即將屆期，並計劃有意續約，新約細節包括提出的引進GPS派車系統已準備就緒；至於的士入舊城區問題，也期望在新的條款中解決，如計劃在舊區設的士站需設定時間有黃的常駐，滿足市民需要。 
2011年8月6日，宏益電召專營合約即將到期，交通事務局表示已向上級建議透過短期續約18個月讓「黃的」繼續運作。宏益電召表示正積極研究和採取措施提升服務質素，包括安裝GPS系統、設立司機獎勵制度、完善管理方案等，希望能提高車輛調度效率及接call率，尤其加強在舊區的服務，以回應市民的祈求。其中GPS系統測試的試行是透過IT科技的協助，提高車輛調度效率。另計劃設立司機獎勵制度，提高司機的積極性，從而提高接call率。

### 2013年：第二次短期續約 被政府命令改為“純電召”服務
2013年2月6日，宏益電召經營的100個的士特別准照續期屆滿，特區政府考慮到宏益現階段提供的的士服務未能完全滿足發給的士特別准照的需要，但因應社會大眾對的士服務的需求殷切，政府先按現時的士特別准照續期的相關條件，批准宏益再次延續100個的士特別准照一年，期間，宏益必須落實做好相關服務優化工作。包括解決本澳缺乏的士服務的地區，及殘疾人士較難獲得的士服務的問題。政府表明如果宏益電召在續期內不遵守有關規定及落實相關優化特別的士服務工作，則是次的士特別准照續期屆滿後將不再延續有關准照。
2013年4月1日，交通諮詢委員會兩專責小組續舉行工作會議，在特別的士的續約問題上，有委員認為，政府提出的續期條件有助規範特別的士服務，但關鍵是政府必須完善監管機制，監督宏益電召履行服務責任。多名委員認同交通事務局必須切實要求宏益落實執行優化的士服務的各項條件，並認為過去政府的執法和監管力度不足，以致黃的一直未能發揮特別的士作用，故此，政府有必要完善監管機制和清晰相關條文，方能有效監督「宏益」履行服務責任。有委員則希望，宏益能盡快提供無障礙的士服務，並應說明收費準則及殘疾人士是否具有使用該類的士服務的優先權，同時，在引入無障礙的士服務還應聽取社工局意見。就現時黃的之電召線路經常出現無法接通的情況，有委員認為，政府應細心考慮此等理由會否成為電召服務經營條件的漏洞和藉口，並建議日後應以三十分鐘到達電召乘客上車地點為續約的主要考量因素，不能讓黃的以線路繁忙或車輛不足為理由拒絕提供電召服務。
2013年4月中旬，宏益電召向交通諮詢委員會介紹《特別的士優化服務計劃》，指出若全數100輛特別的士只可提供電話召喚服務，將影響公司經營及特別的士司機就業等，故提出先投入15輛純電召的士，其餘特別的士則以電召為最優先模式營運，按步就班推行計劃。有委員直指該優化計劃缺乏誠意，未能符合公眾期望，認同政府應堅持特別的士必須僅以乘客召喚形式提供服務之立場。
2013年12月，宏益電召的士推出「共融無障」計劃，安排部分的士車輛專門服務傷殘人士。其中率先開展為期一個月的共融無障試運行義載計劃，參與的機構包括澳門平安通，澳門傷殘人士服務協進會，澳門聽障人士協進會及澳門視障人士權益促進會。
2014年1月，“共融無障”試行計劃延至同年2月。

### 2014年：第三次短期續約 逐步推進“純電召”與無障礙的士服務
2014年2月7日，俗稱「黃的」之的士特別准照屆滿，為回應市民對的士服務的需求，切實了解該類的士的營運狀況作好後續安排，特區政府以過渡期形式與宏益電召的100部的士續期九個月，當中60%的士會先提供「純電召」服務，餘下40%則逐步過渡至全面提供「純電召」服務。「純電召」營運模式為「澳門缺乏的士服務之地區」及「殘疾人士」提供特別的士服務，亦符合社會大眾的長期訴求。綜合分析及考慮市民對的士服務的實際需求，避免的士供應量突然減少影響市民出行；宏益過去一年持續落實有關改善車隊、安裝衛星定位系統及引入無障礙的士，以及電召成功率由2013年2月的30%，逐步提升至2013年底約5成。
2014年3月1日，宏益電召首輛無障礙的士正式投入服務。
2014年4月7日，宏益電召引入澳門首輛無障礙的士，經收集多個復康團體意見、安排試乘服務，並製作網頁方便聽障人士叫車之用。

### 2014年11月：長期續約談判 因候召費問題導致談判破裂與退場
2014年11月2日，宏益電召就續約問題與政府之間的談判破裂，宣佈合同期滿後全面退場。宏益電召表示導致退場的最大原因是人資問題，他指黃的按政府要求有嚴格監管，收入比黑的低，影響司機意向，因此希望加大收入。公司成立以來不斷投入和更新設備，亦有嘗試建立免佣金制度，以紓緩人資緊張問題。他指曾向當局提出加收附加費和站點召喚，站點召喚不設附加費，而且日夜間的附加費金額不一，希望能達至市民接受和公司能生存，但無奈未能與當局達成共識。 
2014年11月7日凌晨，宏益電召因合同期滿，正式全面退場，結束特別的士服務。員工包括後勤人員和包薪司機、租車司機將受影響，部分後勤人員盡量安排到集團旗下其他業務繼續工作，包薪司機需要遣散，租車司機則轉介給其他黑的團體。

## 相關規定
2014年2月，政府規定宏益電召改為“純電召”服務後，在「純電召」的士車前擋風玻璃角位處會以顯示屏作出標示，乘客需要透過電話召喚方式使用有關的士服務，不能以揚手形式截停及搭乘「純電召」的士。另設多個特別的士候召站，其中路環石排灣、氹仔湖畔大廈及澳門半島鏡湖醫院附近設置的候召站率先投入運作。乘客可致電“黃的”熱線28519519召喚電召服務。
2014年2月17日，交通部門另在11個地點設置特別的士候召站，分佈在醫院、社區及大型公共場所附近。具體位置包括澳門半島的筷子基綠楊花園、黑沙環衛生中心、聖心學校、塔石體育館、鏡湖醫院、山頂醫院、凱泉灣及皇朝誠豐商業中心；氹仔湖畔大廈、鏡湖氹仔醫療中心；以及路環石排灣公屋群。

## 車輛
- 豐田Corolla第九代（E120，E130）、第十代（E140，E150）
- 標緻406[21]
- 豐田Noah：澳門首部無障礙的士[22]

## 相關問題及爭議

### “純電召”服務相關問題
2013年1月23日，中級法院駁回宏益電召提起有關的士特別准照批給續約問題的訴訟，特區政府對此表示歡迎。因應「宏益」就判決有10日上訴期，現階段政府除研究分析判詞內容外，亦會積極跟進後續工作，包括硏究增加的士特別准照及營運公司的可行性，回應市民大眾對的士服務的訴求。
2013年3月20日，交通事務局透露爭取在年內改善黃的服務，包括將其回復全電召功能，不准接載街客，並加入預約服務，讓「電召回歸電召」，回應市民訴求。而對於向傷殘人士服務、多語言電召等意見，只要訴求合理，當局都會將有關內容放入新的黃的合約條款內，即使不能，也會研究放在未來開投其他特別的士服務裡。
2013年5月29日，交通事務局公開明確要求宏益電召（俗稱黃的）須推行純電召模式才會續約，公司執行董事鄭穎超直言，受請司機難影響，估計限期前僅能提供約40架純電召的士，望政府和外界給予更多時間和空間，去「過度」至全純電的「新營運模式」。一直以來宏益下都是採用自僱或分成制，的士司機可自由接載街客，要這些司機立即改為純電召較為困難，故需另行包薪制聘請司機專門去做。

### 第三次續約惹爭議
2014年1月23日，交通事務局宣佈「黃的」特別準照到期後，要求宏益公司以純電召方式營運，試驗期為九個月，期間若發現宏益沒有遵守相關規定，當局將不與宏益續約。
2014年2月6日，宏益電召宣佈與交通事務局商議獲續期9個月後召開記者會，公司執行董事鄭穎超表示，全「純電召」讓公司面對許多實際營運問題、處於經營困難的狀態，又稱公司定會做好本份為居民提供最優質服務，但沒回應“黃的”經營現況。交通事務局表示，過去一年持續與宏益磋商續約，要求以「純電召」營運模式為本澳缺乏的士服務之地區及殘疾人士提供的士服務，期間對方多次反映有人資問題，對於再度續約理由是經綜合分析及考慮，包括市民對的士服務的實際需求，避免的士供應量突然減少影響市民出行，而且對方過去一年持續落實改善服務。續約生效期間，政府將收集有關的士服務的實質營運數據及市民意見，以進一步了解其營運狀況，制定相關的士營運模式的運作細則、監管機制、及罰則等，而未來還會在多個區份設黃的候召站，創設條件讓其車隊更方便及快捷地服務市民。
2014年2月7日，時事評論員黃東批評續約方案“黑箱作業”，指局方從未拿此方案在委員會內諮詢討論，委員連過去「被諮詢」的機會也沒有，亦沒開記者會說明，難免令人覺得是黑箱作業、另藏玄機。面對由百分百變成「六四」的方案已上馬，形容市民被迫“硬食”。
2014年4月9日，對於宏益電召第三度獲短期續約，多位議員在立法會會議上提出應為特別的士服務進行公開招標，而不是與單一公司商討。但時任運輸工務司司長劉仕堯強調，短期續約屬過渡性安排，另外交通事務局透過主動稽查和市民投訴等監管「黃的」。

### 續約失敗及全面退場
2014年9月30日，交通諮詢委員會會議上，交通事務局表示60部純電召黃的在過去數月的成功電召率僅六成，委員認為，不論應召率還是成功載客率也偏低，未能滿足市民對的士服務的要求，對黃的營運不樂觀，若未來營運未有大改善，將不能滿足市民對的士服務要求。
2014年10月30日，時任交通事務局局長汪雲表示，由於黃的要求收取附加費上與局方出現分歧，局方一來認為不應將附加費與續約綑綁在一起，二來認為附加費太貴，故仍未與黃的就續約達成共識。而臨時合約中要求黃的提供60部的士作純電召的要求一直不達標，當時只得16至22部改為“純電召”車輛。局方認為不應將附加費與續約綑綁在一起，二來認為附加費太貴，政府不能接受黃的提出的附加費收費。局方又認為，附加費未來可以再研究，政府會由市民承擔能力、通脹、社會接受程度等作考量，但不應與該次續約混為一談。
2014年10月31日，政府不斷與宏益電召的士特別准照續期展開磋商，政府強調，特別的士必須以純電召形式提供服務。在磋商特別的士准照續期安排期間，宏益透過書面說明該公司對特別的士服務的具體意見，包括：提出以「電召及站載」的形式運作、增設特定的士站等，對此，政府認為，只要有利於乘客使用服務，政府均樂於支持和配合。至於在收取電召服務附加費的問題上，雖然政府基本認同此方向，惟須廣泛聽取社會意見，綜合分析和考慮社會的認受性、市民的承擔能力、通脹，以及是否影響其他的士服務等才可執行。故此，不應與是次續期結合。
2014年11月2日，宏益電召與澳門特別行政區政府就特別的士准照續期談判破裂，時任交通事務局局長汪雲指電召黃的附加費過高，政府不能接納，故此不予續約。而在過去一段時間內，當局已與宏益多次商討電召的士服務問題，經過一段運作日子，確證市民對電召的士的需求，政府不會改變堅持黃的全部投入電召服務的原則，宏益在最後的階段提出要求，電召的士服務要收取一定的附加費，由於宏益所提出的條件無法達到共識。同時因應加快新投得牌照的200部“黑的”「落地」進程，爭取在2015年1月全部投入運作。
宏益電召表示，這次談判「去到最後一刻，連底線都達不到」，公司無法生存，只好無奈退場。宏益執行董事鄭穎超強調，純電召並非要即時徵收附加費，可設時間表慢慢再商討，但最終政府並無接受。他又反駁指宏益在九月已提交全盤方案，並非政府所說的提交時間倉促。記者會上，宏益高層鞠躬答謝社會的支持，又表示無障礙的士當天起至11月6日會提供義載，最後一日車資會全數撥捐同善堂。宏益電召表示，過去九個月，宏益投入超過七位數字，回應增加純電召服務的需求，包括：引入包薪司機、增設無障礙的士、改善車輛調度系統等。公司又推出「免租金」制，讓下班司機自願選擇是否再加班做純電召。更形容過去九個月宏益「入不敷支」，亦有向當局匯報營運狀況、人手等方面的困難，但缺乏政府支援舉步為艱。
對於宏益電召退場，有從事黃的工作20年司機感到憤怒，直指黑的也有電召服務，不收附加費黃的根本無得做。該名司機指特別的士規矩較嚴，講明不可多收車資，違規要解僱。
對於宏益電召因電召附加費設立問題方面與政府就續約談判破裂導致退場，提供電召服務的營業汽車工商聯誼會和的士司機互助會認為，電召附加費是有需要的。其中營業汽車工商聯誼會理事長凌世豪認為，純電召的士能夠滿足位於偏遠地區的居民的乘車需求，否則便會有怨氣。他認同，新的電召的士公司應收取電召附加費，否則難以營運。的士司機互助會理事長郭良順表示，有需要收取電召附加費，待「輕型出租汽車 (的士) 客運」的法律獲得通過後，便會向政府提出。金額方面，既要諮詢的士司機，也要看看政府收集到市民的意見。「暫時我們未有共識，當然，越加多越好，這是誘因。」郭良順認為，附加費應不低於十元。
2014年11月6日，最後一部「黃的」返回位於龍園的總部後，隨即關上大閘，象徵“黃的”服務全面退場。有員工表示，未來轉換工作環境未必適應，認為「黃的」退場，是社會的損失，出現市民、宏益、政府「三輸」的結果。

## 後續

### 應對措施
2014年11月2日，由於宏益電召與政府就續約問題談判破裂，由同年11月7日起正式全面退場，市民只能局限乘坐普通的士，交通部門已協調相關的士團體及社服團體提供支援。交通事務局表示，宏益電召將安排遣散司機及的士電召台人員。當局將此前開標的二百部的士加快落地，期間將由“黑的”加入電召服務，務求將影響減至最低。
2014年11月7日，因應宏益電召退場，為回應行動不便人士的出行需要，政府已協調具備無障礙交通接載服務的社服團體，對相關服務提供支援。其中澳門明愛加強無障礙交通接載服務，以滿足行動不便人士使用。

### 的士亂象和打擊Uber澳門非法服務
黃的全面退場後，澳門的士收費獲批准加價，措施由2014年12月14日實施。落旗（首1600米）收費由當時澳門幣15元調升至17元，落旗後收費由現時每230米澳門幣1.5元調升至每260米2元，停車等候每分鐘收費由當時的澳門幣1.5元調升至每分鐘2元，有關建議已獲行政長官核准，並頒布第48/2014號行政命令，12月14日凌晨零時起正式實施。的士亂象問題更日益嚴重引起市民不滿，更破壞澳門旅遊形象，的士團體的澳門的士聯誼會表示會與交通部門溝通，期望從宣傳教育及加強執法兩方面著手，遏止亂象持續，讓的士服務重回正軌。直至2019年6月3日，新的士法正式生效，交通事務局表示違規情況有所收歛，大多涉及拒載、濫收車資、司機禮貌等，新法生效後的個案數量較生效前相比大幅減少。
2015年至2016年期間，由於「黃的」特別的士退場，居民搭的士難的問題更為突顯，加上個別的士服務質素不佳，不願駛入舊區，市民怨聲載道。Uber看中時機於2015年10月起澳門開拓市場，但被澳門特別行政區政府認定Uber服務為非法客運被一直嚴厲打擊，隨後於2017年7月17日宣佈退出澳門市場。

### 首批100個特別的士牌
交通事務局原定於2015年上半年開展特別的士公開競投，但局方向中區社區諮詢委員會介紹並透露計劃招標100部八年期的純電召經營的士，惟方案還在設計法律框架中，導致公開競投延期。同時會因應社會需要，再增發不多於100個特別的士牌。
2015年10月5日，新一期100個8年期特別的士牌照進行公開競投，宏益電召當時表示未能決定是否競投特別的士牌，最終沒有參與有關競投，而的士總商會表示無意競投。
2015年10月14日，交通事務局正式開展有關的士特別准照公開競投招標工作。經過開標和評審工作後，最終由兩間營運商勵澳的士服務股份有限公司和澳門電召的士服務股份有限公司進行最終角逐。
2016年9月5日，政府公報刊登行政命令，公佈100個特別的士准照將會批予澳門電召的士服務股份有限公司，為期8年。100部特別的士會以油電混能7人車為主，在首3個月的試營運階段，公司會先將其中50部特別的士投入服務，當中包括5部無障礙的士及10部可放置4件大型行李的大型的士，待試營運過後會將的士數量增至100部。
2017年4月1日，澳門電召正式投入運作，根據同年3月27日特區公報刊登行政長官行政命令，明確電召的士公司可收取5元電召費，但若超過乘客約定時間 10分鐘或以上，乘客毋須繳付電召費。另外，的士由氹仔至路環的附加費維持為2元；澳門至路環，或在指定地點的士站登車的附加費5元。

### 第二批200個特別的士牌 宏益參與角逐但落選
2018年10月16日，新一批200部為期8年的純電召的士進行開標，其中宏益電召有份競投，為5份獲接納的投標公司標書之一。據媒體報道指宏益集團聯同信德集團組成聯營公司參與競標，早在2018年由“天創客務運輸優先公司”收購宏益電召大部分股份，天創客務與何超瓊妹妹何超蕸有著緊密的關係。
2019年3月25日，政府公報刊登行政長官第68/2019號行政命令，宣佈「澳門電召的士服務股份有限公司」投得200個為期8年的特別的士准照。意味著宏益電召未能中標。隨後信德集團發出新聞稿，就“特區公報”刊登行政長官關於特別的士客運業務公開競投結果的行政命令，信德集團聯同宏益集團作為參與是次競投單位之一，雖未能獲發特別的士客運業務的特別准照，但由衷期望特區政府盡快按計劃推出更多的士准照。新聞稿指出，希望特區政府盡快按計劃推出更多的士准照，讓更多有心、有實力、有經驗的營運商參與經營，為澳門的士業界引入良性競爭，促進行業素質和水平的整體提升。並聯同其他行業為居民和遊客提供優質服務，協力加強澳門的國際旅遊城市形象，推進特區建設成為“世界旅遊休閒中心”。

## 外部連結
- 宏益集團官方網站 （页面存档备份，存于）